# یواس‌اس اورگن (بی‌بی-۳)
یواس‌اس اورگن (بی‌بی-۳) (به انگلیسی: USS Oregon (BB-3)) یک کشتی بود که طول آن ۳۵۱ فوت ۲ اینچ (۱۰۷٫۰۴ متر) بود. این کشتی در سال ۱۸۹۳ ساخته شد.